# Maladrerie (Coulounieix-Chamiers)
Cet article concerne un monument historique. Pour le lieu d'accueil des malades, voir maladrerie.
La maladrerie de Coulounieix-Chamiers, aussi appelée Maison des Anglais, est un monument historique situé à Coulounieix-Chamiers, dans le département français de la Dordogne.

## Localisation
Ce bâtiment est situé au bord de l'Isle, avenue Pierre Mendès-France, à Coulounieix-Chamiers.

## Historique
Comme le fait remarquer Henry François Athanase Wlgrin de Taillefer dans les Antiquités de Vésone, tome 2, les léproseries étaient appelées Ladreries ou Maladreries. Il y en avait quatre à Périgueux : la maladrerie de Saint-Hippolyte, la maladrerie du Toulon, la maladrerie du Sauvajou et la maladrerie de Capite-Pontis-Lapidei-Civitatis.
La première était près de l'église Saint-Hippolyte, proche de la fontaine des malades. Elle n'existe plus.
La deuxième était à côté de l'église Saint-Charles, au Toulon, elle aussi a disparu.
La troisième dite du Salvanjou était proche du faubourg Saint-Martin en 1315 et on a jugé qu'il fallait la déplacer et la placer dans un jardin qui conduisait de l'Ormeau au Toulon qui appartenait aux Dames de la Foi avant la Révolution.
La quatrième dite de Capite-Pontis-Lapidei-Civitatis devait se trouver à proximité du pont de pierre de la Cité, ancien pont de Japhet.
Aucune de ces maladreries ne correspond à la maladrerie de Coulounieix-Chamiers et c'est donc à tort qu'on appelle léproserie ce bâtiment construit aux XIIe et XIVe siècles. Wlgrin de Taillefer en a donné sa fonction dans les Antiquités de Vésone. C'était un hôpital, construit au bord de l'Isle, au bas du coteau de l'Écornebeuf. C'est ce que Louis de Lagrange-Chancel (1678-1745) écrit déjà dans sa description de Périgueux se trouvant dans le Voyage de Paris pour le Poitou, l'Angoumois et Périgord, 2 avril 1730.
Géraud Lavergne a donné des éléments sur son histoire à partir des archives. Il a été appelé hôpital de l'Écornebœuf, ou hôpital de Charroux à partir du nom d'un de ses gouverneurs W. de Charroux qui l'a fondé avant 1247. Il est cité dans le testament d'Hélie de Vitrac, en 1310, où il figure parmi les hôpitaux de Périgueux et non parmi les léproseries. L'hôpital est appauvri par la guerre de Cent Ans et demande au pape, en 1419, des indulgences et des aumônes. Cette demande au Souverain Pontife est renouvelée en 1433 en précisant qu'il avait de tout temps donné l'hospitalité aux pauvres pèlerins et aux autres voyageurs.
Au XVIe siècle, cette fondation de Charroux est appelée « commanderie » (en latin praeceptoria), dirigée par un « commandeur » (en latin praeceptor). Les archives de l'hôpital de Périgueux ont conservé des reconnaissances faites en faveur de deux commandeurs de Charroux, le chanoine Jean Thibaud le jeune, en 1513, et Étienne Galopin, en 1538.
En 1609, il est encore question de l'hôpital de Charroux et de son hospitalier, Guillaume Dexidour, dans un acte d'achat d'une métairie. Au cours du XVIIe siècle l'hôpital de Charroux est réuni à l'hôpital Sainte-Marthe de Périgueux comme on peut le constater sur des baux passés en 1676 et 1681. On peut donc en déduire que toutes la maladreries et léproseries avaient été réunies à l'hôpital Sainte-Marthe conformément à la déclaration du roi d'avril 1665.
L'édifice fait l'objet d'un classement au titre des monuments historiques par arrêté du 6 juillet 1907.

## Architecture

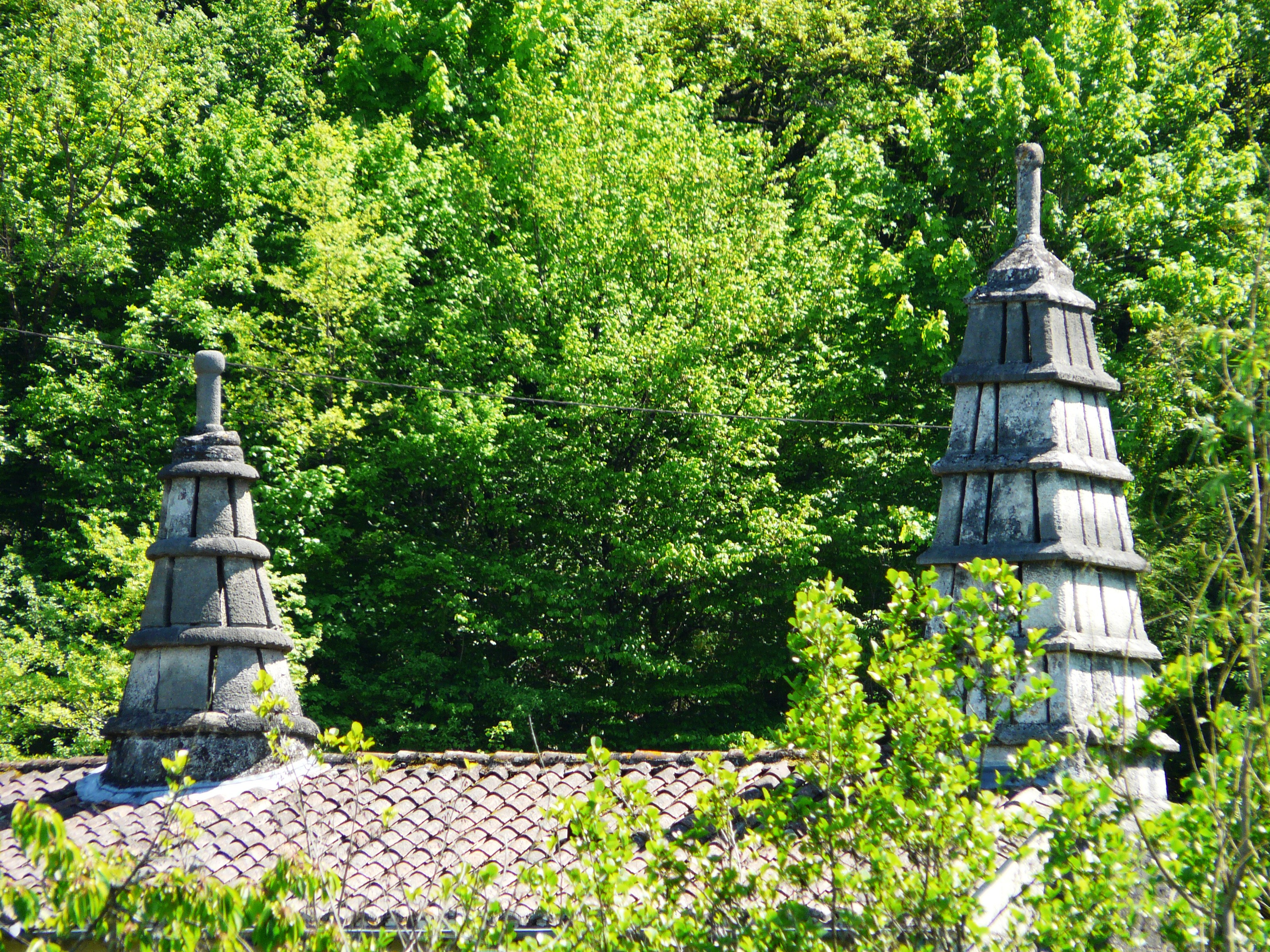
Cheminées de la maladrerie